# Юй Їтін
Юй Їтін (5 вересня 2005) — китайська плавчиня. Учасниця Чемпіонату світу з водних видів спорту 2019, де у своєму півфіналі на дистанції 200 метрів комплексом посіла 6-те місце і не потрапила до фіналу.